# Cordebugle
Cordebugle est une commune française, située dans le département du Calvados en région Normandie, peuplée de 163 habitants.

## Géographie
|                       | Marolles                   |                           |
| Courtonne-la-Meurdrac | Cordebugle                 | La Chapelle-Hareng (Eure) |
|                       | Courtonne-les-Deux-Églises |                           |

### Hydrographie
La commune est située dans le bassin Seine-Normandie. Elle est drainée par la Courtonne, le ruisseau de Courtonnel, le ruisseau de la Boulaie, le Douet du Valétable et le fossé 01 du Perré Chéron,,.
La Courtonne, d'une longueur de 17 km, prend sa source dans la commune de Saint-Mards-de-Fresne et se jette  dans l'Orbiquet à Glos, après avoir traversé six communes. 

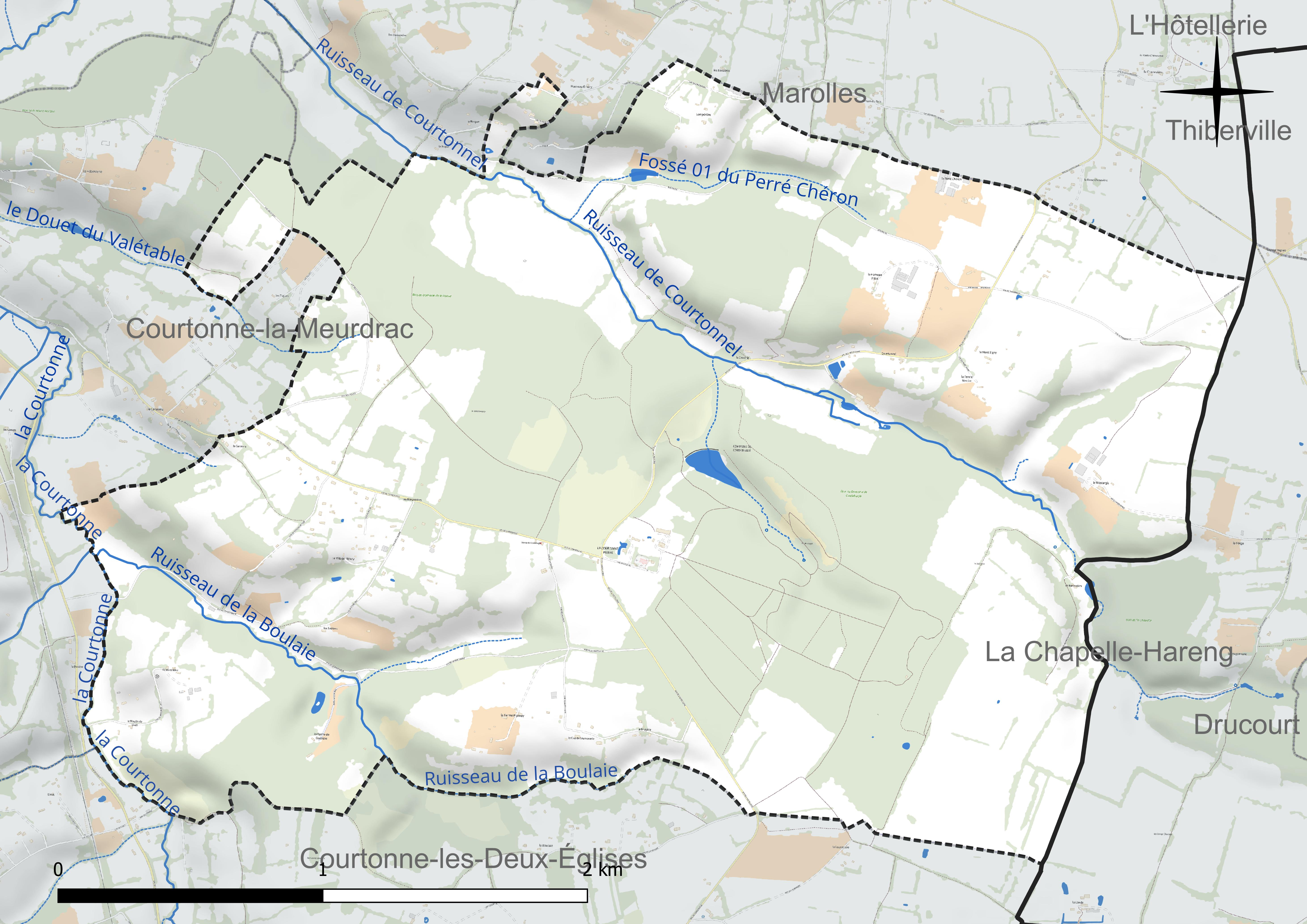
Réseau hydrographique de Cordebugle.

### Climat
Pour des articles plus généraux, voir Climat de la Normandie et Climat du Calvados.
En 2010, le climat de la commune est de type climat des marges montargnardes, selon une étude du CNRS s'appuyant sur une série de données couvrant la période 1971-2000. En 2020, Météo-France publie une typologie des climats de la France métropolitaine dans laquelle la commune est exposée à un climat océanique et est dans la région climatique  Côtes de la Manche orientale, caractérisée par un faible ensoleillement (1 550 h/an) ; forte humidité de l'air (plus de 20 h/jour avec humidité relative > 80 % en hiver), vents forts fréquents. Parallèlement le GIEC normand, un groupe régional d'experts sur le climat, différencie quant à lui, dans une étude de 2020, trois grands types de climats pour la région Normandie, nuancés à une échelle plus fine par les facteurs géographiques locaux. La commune est, selon ce zonage, exposée à un « climat contrasté des collines », correspondant au Pays d'Auge, Lieuvin et Roumois, moins directement soumis aux flux océaniques et connaissant toutefois des précipitations assez marquées en raison des reliefs collinaires qui favorisent leur formation.
Pour la période 1971-2000, la température annuelle moyenne est de 10,3 °C, avec  une amplitude thermique annuelle de 13,6 °C. Le cumul annuel moyen de précipitations est de 847 mm, avec 13,1 jours de précipitations en janvier et 8,5 jours en juillet. Pour la période 1991-2020, la température moyenne annuelle observée sur la station météorologique la plus proche, située sur la commune de Lisieux à 12 km à vol d'oiseau, est de 11,7 °C et le cumul annuel moyen de précipitations est de 881,4 mm,. Pour l'avenir, les paramètres climatiques de la commune estimés pour 2050 selon différents scénarios d'émission de gaz à effet de serre sont consultables sur un site dédié publié par Météo-France en novembre 2022.

## Urbanisme

### Typologie
Au 1er janvier 2024, Cordebugle est catégorisée commune rurale à habitat très dispersé, selon la nouvelle grille communale de densité à 7 niveaux définie par l'Insee en 2022.
Elle est située hors unité urbaine. Par ailleurs la commune fait partie de l'aire d'attraction de Lisieux, dont elle est une commune de la couronne,. Cette aire, qui regroupe 57 communes, est catégorisée dans les aires de 50 000 à moins de 200 000 habitants,.

### Occupation des sols
L'occupation des sols de la commune, telle qu'elle ressort de la base de données européenne d'occupation biophysique des sols Corine Land Cover (CLC), est marquée par l'importance des territoires agricoles (63,3 % en 2018), en diminution par rapport à 1990 (75,2 %). La répartition détaillée en 2018 est la suivante : 
prairies (46,9 %), forêts (36,7 %), terres arables (15,8 %), zones agricoles hétérogènes (0,6 %). L'évolution de l'occupation des sols de la commune et de ses infrastructures peut être observée sur les différentes représentations cartographiques du territoire : la carte de Cassini (XVIIIe siècle), la carte d'état-major (1820-1866) et les cartes ou photos aériennes de l'IGN pour la période actuelle (1950 à aujourd'hui).

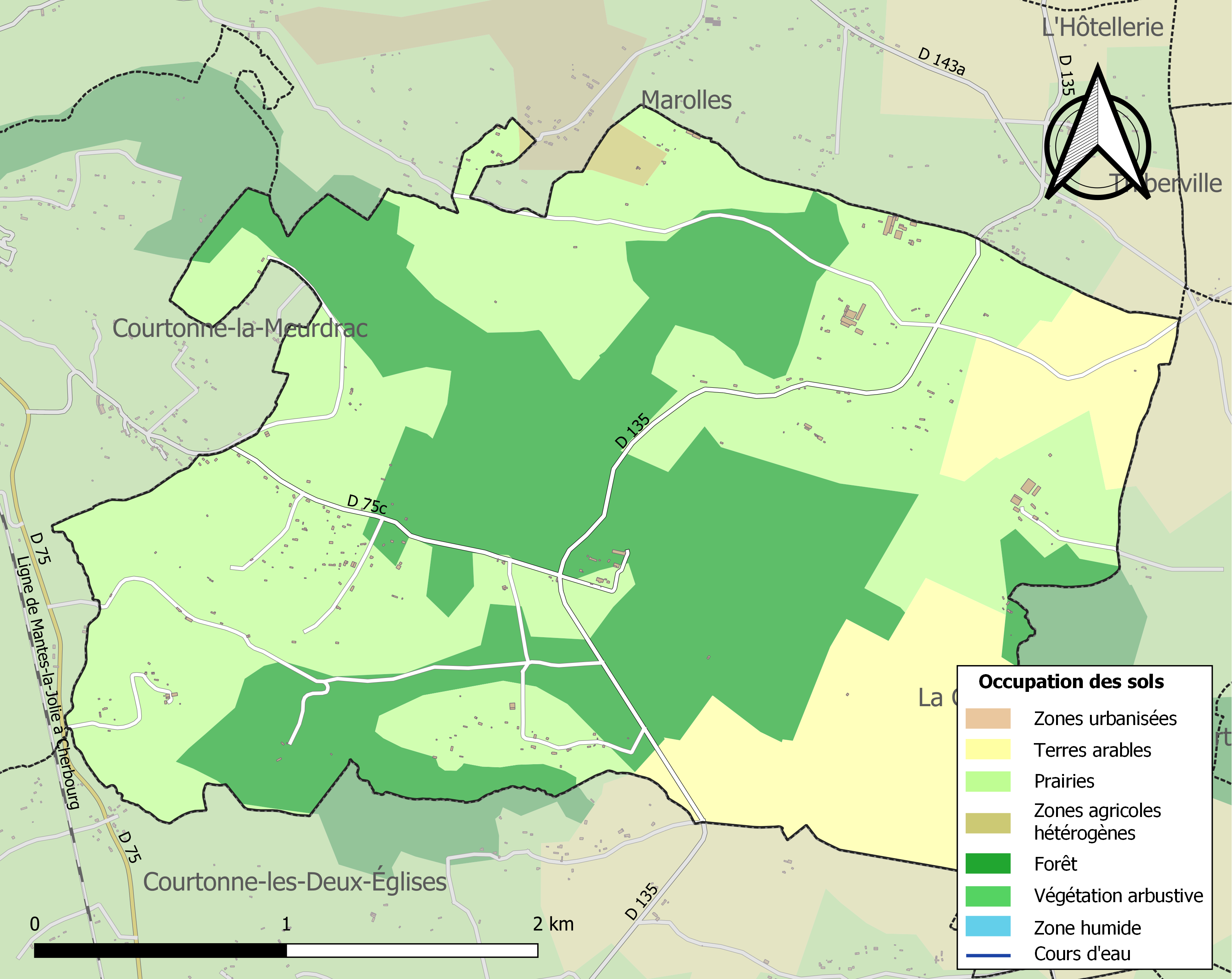
Carte des infrastructures et de l'occupation des sols de la commune en 2018 (CLC).

## Toponymie
Le nom de la localité est attesté sous les formes Cuer-de-Bugle en 1198 (magni rotuli, p. 132); Cornu Bubali en 1283 (cartulaire normand p. 263, n° 1018); Cors-du-Bugle en 1320 (fiefs de la vicomté d'Orbec); Corps-du-Bugle en 1320 (rôles de la vicomté d'Auge),, Cordebugle en 1327.
La forme de 1283 est une mauvaise latinisation, l'élément Cornu sert cependant à Albert Dauzat pour proposer le mot corne comme explication du premier élément Cor-. En revanche bugle apparaît régulièrement dans les formes anciennes, il signifie « buffle, bœuf sauvage, jeune bœuf » en ancien français cf. beugler. Si l'on s'en tient à la forme la plus ancienne, le premier élément est l'ancien français cuer « cœur »,, cependant la mention de 1320, cors, représente bien le mot cor « corne » au pluriel, le latin classique cornu ayant donné corn, puis cor, terme aujourd'hui spécialisé : [cerf] dix-cors, cor au pied, cor de chasse. Le sens global est donc initialement « cœur de bœuf », sans doute un sobriquet médiéval désignant un personnage courageux ou emporté comme un bœuf, ou « corne de bœuf » de sens obscur, il s'agit dans tous les cas d'une des nombreuses formations toponymiques médiévales composées avec le nom du bœuf.
Remarque : le mot bugle se rencontre encore dans Pont-du-Bugle (Pontem de Bugle fin XIIe siècle), lieu-dit de la commune de Sommery en Seine-Maritime et peut-être Coquebourg (Escoquebugle, sans date) lieu-dit de la commune de Brévands dans la Manche.
Le gentilé est Cordebuglais.

## Histoire
En 1825, Cordebugle (211 habitants en 1821) absorbe Courtonnel (155 habitants) au nord-est de son territoire.

## Politique et administration
| Période                                  | Période  | Identité    | Étiquette | Qualité     |
| ---------------------------------------- | -------- | ----------- | --------- | ----------- |
| juin 1995                                | En cours | Alain Dutot | SE        | Agriculteur |
| Les données manquantes sont à compléter. |          |             |           |             |

## Démographie
L'évolution du nombre d'habitants est connue à travers les recensements de la population effectués dans la commune depuis 1793. Pour les communes de moins de 10 000 habitants, une enquête de recensement portant sur toute la population est réalisée tous les cinq ans, les populations de référence des années intermédiaires étant quant à elles estimées par interpolation ou extrapolation. Pour la commune, le premier recensement exhaustif entrant dans le cadre du nouveau dispositif a été réalisé en 2008.
En 2022, la commune comptait 163 habitants, en évolution de +8,67 % par rapport à 2016 (Calvados : +1,58 %, France hors Mayotte : +2,11 %).
Cordebugle est la commune la moins peuplée du canton de Lisieux-1. Elle a compté jusqu'à 375 habitants en 1836. Fusionnées en 1825, les deux communes de Cordebugle et Courtonnel en totalisaient 380 en 1806.
| 1793 | 1800 | 1806 | 1821 | 1831 | 1836 | 1841 | 1846 | 1851 |
| ---- | ---- | ---- | ---- | ---- | ---- | ---- | ---- | ---- |
| 203  | 173  | 221  | 211  | 343  | 375  | 331  | 331  | 300  |

| 1856 | 1861 | 1866 | 1872 | 1876 | 1881 | 1886 | 1891 | 1896 |
| ---- | ---- | ---- | ---- | ---- | ---- | ---- | ---- | ---- |
| 277  | 279  | 285  | 253  | 237  | 209  | 210  | 192  | 156  |

| 1901 | 1906 | 1911 | 1921 | 1926 | 1931 | 1936 | 1946 | 1954 |
| ---- | ---- | ---- | ---- | ---- | ---- | ---- | ---- | ---- |
| 162  | 121  | 114  | 109  | 107  | 108  | 104  | 113  | 123  |

| 1962 | 1968 | 1975 | 1982 | 1990 | 1999 | 2006 | 2008 | 2013 |
| ---- | ---- | ---- | ---- | ---- | ---- | ---- | ---- | ---- |
| 73   | 72   | 72   | 101  | 110  | 91   | 117  | 125  | 144  |

| 2018 | 2022 | - | - | - | - | - | - | - |
| ---- | ---- | - | - | - | - | - | - | - |
| 164  | 163  | - | - | - | - | - | - | - |

## Lieux et monuments
- Église Saint-Pierre (XIIe siècle), inscrite aux Monuments historiques[34].